# Епархия Мактариса
Епархия Мактариса (лат. Dioecesis Mactaritana) — титулярная епархия Римско-Католической церкви.

## История
Античный город Мактарис, идентифицируемый сегодня с археологическим объектом на территории города Максар в Тунисе, находился в римской провинции Бизацена. В первые века христианства Мактарис был центром одноимённой епархии, которая входила в Карфагенскую митрополию. В VII—VIII веках епархия Мактариса прекратила своё существование.
С 1702 года епархия Мактариса является титулярной епархией Римско-Католической церкви.

## Епископы
- епископ Марк (упоминается в 255 году);
  - епископ Компраторий (упоминается в 411 году) — последователь донатизма;
- епископ Адельфин (упоминается в 484 году);
- епископ Виктор (упоминается в 550 году);
- епископ Рутилий;
- епископ Герман.

## Титулярные епископы
- епископ Франсиско Сиснерос-и-Мендоса (12.06.1702 — 1724);
- епископ Францишек Антони Шембек (12.06.1724 — август 1728);
- епископ Мацей Александр Солтык (7.02.1729 — 8.12.1749);
- епископ Франц Ксавьер фон Адельманн фон Адельманнсфельд (25.05.1750 — 17.10.1787);
- епископ Petrus Le Labousse (16.02.1802 — 1811);
- епископ Manuel Prat Pujoldevall O.P.[1] (27.01.1916 — 11.04.1946) — назначен епископом Сямыня;
- епископ Франциск Ксаверий Ван Цзэпу (3.07.1947 — 1959);
- епископ François-Emile-Marie Cléret de Langavant C.S.Sp. (21.10.1960 — 21.07.1971);
- епископ Joseph Francis Maguire (1.12.1971 — 15.10.1977) — назначен епископом Спрингфилда;
- епископ Norbert Mary Leonard James Dorsey C.P. (10.01.1986 — 20.03.1990) — назначен епископом Орландо;
- епископ Robert William Muench (8.05.1990 — 5.01.1996) — назначен епископом Ковингтона;
- епископ Pedro D. Arigo (23.02.1996 — по настоящее время).

## Источник
- Annuario Pontificio, Libreria Editrice Vaticana, Città del Vaticano, 2003, ISBN 88-209-7422-3
- Pius Bonifacius Gams, Series episcoporum Ecclesiae Catholicae, Leipzig 1931, стр. 466  (лат.)
- Stefano Antonio Morcelli, Africa christiana, Volume I, Brescia 1816, стр. 209  (лат.)
- J. Mesnage, L’Afrique chrétienne, Paris 1912, стр. 103—104  (фр.)
- Noël Duval, Une hypothèse sur la basilique de Rutilius à Mactar et le temple qui l’a précédée, in Revue des études augustiniennes 31 (1985), стр. 20-45  (фр.)